# Schriftenreihe des Ratsarchivs der Stadt Görlitz
Schriftenreihe des Ratsarchivs der Stadt Görlitz ist der Name einer wissenschaftlichen Reihe von Publikationen, die sich mit der Geschichte der sächsischen Stadt Görlitz befassen und großenteils einen engen Bezug zu den Beständen des dortigen Ratsarchivs haben. Zwischen 1963 und 1994 erschienen insgesamt 18 Bände dieser Reihe mit fortlaufenden Nummern. Zuvor waren bereits einige Bände ohne Nummern publiziert worden. Autoren waren zum Teil namhafte sächsische Historiker wie Karl Czok und Ronny Kabus. Ein Teil der Bände erschien gleichzeitig als Beiträge zur Geschichte der Görlitzer Arbeiterbewegung.

## Erschienene Bände (Auswahl)
- Karl Czok: Die Auswirkungen der russischen Revolution von 1905 auf die Görlitzer Arbeiterbewegung und Karl-Heinz Ullrich: Die Weltwirtschaftskrise 1929 bis 1932, ihre ökonomischen und sozialen Auswirkungen auf die Stadt Görlitz. 1963 (= Beiträge zur Geschichte der Görlitzer Arbeiterbewegung; 1).
- Rudolf Gottschol, Annelis Gottschol: Die Görlitzer Arbeiterbewegung in der Zeit von 1871 bis 1903. 1965 (= Beiträge zur Geschichte der Görlitzer Arbeiterbewegung; 2).
- Walter Polte: Die Wahlrechtskämpfe 1906/10 in Görlitz und Jutta Friedrich Die Auswirkungen des Kapp-Putsches 1920 auf Görlitz. 1968 (= Beiträge zur Geschichte der Görlitzer Arbeiterbewegung; 3).
- Peter Wenzel: Spezialinventar des Ratsarchivs Görlitz zur Geschichte der Deutschen Arbeiterbewegung 1820–1945. 1969 (= Beiträge zur Geschichte der Görlitzer Arbeiterbewegung; 4).
- Frank-Dietrich Jacob: Die Görlitzer bürgerliche Hausanlage der Spätgotik und Frührenaissance : Studien zur Problematik der Wechselbeziehungen zwischen sozialökonomischer Struktur und bürgerlichem Hausbau im Zeitalter der frühbürgerlichen Revolution. 1972.
- Ronny Kabus:  Zur Konstituierung des Görlitzer Proletariats im Verlauf der industriellen Revolution. Ein Beitrag zur Geschichte der ökonomischen, sozialen und politisch-ideologischen Formierung der deutschen Arbeiterklasse. 1975 (= Beiträge zur Geschichte der Görlitzer Arbeiterbewegung; 5).